# Сусай (Азербайджан)
Сусай (азерб. Susay) — село в Губинском районе Азербайджана.

## География
Населённый пункт расположен под горою Гюмбей, на левом берегу речки Мазарчай.

## История
В течение XIX—XX веков селение входило в состав Российской империи. Оно в середине XIX века являлось частью Типского магала Кубинского уезда Дербентской губернии, просуществовавшей с 1846 по 1860 год; в последующие десятилетия — Кубинского уезда Бакинской губернии.
В 1880-х годах Сусай и Герей относились к Сусайскому сельскому обществу. Упомянутые населённые пункты были частью Сусайского общества и в начале XX века. После образования Азербайджанской ССР, когда ещё сохранялась уездная система, Сусай являлся одним из селений Алпанского сельского общества Кубинского уезда Азербайджанской ССР.
8 августа 1930 года в составе республики был образован Кубинский район. В начале 1930-х годов Сусай, Алимамед-оба, Кюснет и Кюснет-кышлаг относились к Сусайскому сельсовету Кубинского района.

## Население
В статистических материалах второй половины XIX — первой половины XX веков жители Сусая фиксировались либо как «татары» // «тюрки» (азербайджанцы), либо как «лезгины». В 1886 году жители селений Гирей и Сусай считались как «смесь татар с лезгинами» (азербайджанцев с лезгинами). 
В 1955 году советский дагестанский языковед М. М. Гаджиев изучал кубинский диалект лезгинского языка и по поводу нескольких селений (Сусай, Юхари-легер и других) он сообщил: «В настоящее время жители всех этих деревень считаются азербайджанцами. Можно предположить, что лезгинская часть населения этих пунктов ассимилировалась с азербайджанцами или переселилась в другие пункты».

### XIX век
Согласно сведениям «Кавказского календаря» на 1857 год в Сусае («на туземном наречии» ﺳﻮﺳﻮﻰ) проживали «лезгины»-сунниты, а местным языком был «кюринский» (то есть лезгинский).
По данным списков населённых мест Бакинской губернии от 1870 года, составленных по сведениям камерального описания губернии с 1859 по 1864 год, здесь был 61 двор и 526 жителей (284 мужчины и 242 женщины), которые были «татарами»-суннитами (азербайджанцами-суннитами). Согласно сведениям 1873 года, опубликованным в изданном в 1879 году под редакцией Н. К. Зейдлица «Сборнике сведений о Кавказе», в селении было уже 87 дворов и 707 жителей (368 мужчин и 339 женщин), также состоящих из «татар»-суннитов (азербайджанцев-суннитов).
Материалы посемейных списков на 1886 год показали в Сусае 787 жителей (422 мужчины и 365 женщин; 80 дымов), среди которых 766 крестьян (412 мужчин и 354 женщины; 78 дымов) и 21 представитель суннитского духовенства (10 мужчин и 11 женщин). Согласно тем же материалам, все жители являлись «татарами»-суннитами (азербайджанцами-суннитами), но там же дано примечание к составу населения Сусайского сельского общества (Герей и Сусай), что «жители — смесь татар с лезгинами».

### XX век
В «Кавказском календаре» на 1910 год читаем, что в Сусае Кусарского участка Кубинского уезда за 1908 год было 810 человек, преимущественно «лезгины». Тот же календарь сообщает сведения и по селению «Сусай-Кишляги» того же участка, а котором за 1907 год было 229 жителей, также преимущественно «лезгины». 
По сведениям Списка населённых мест, относящегося к Бакинской губернии и изданного Бакинским губернским статистическим комитетом в 1911 году, в селении насчитывалось 605 жителей (315 мужчин и 290 женщин; 61 дым), «тр.» по национальности, из которых 601 поселянин на казённой земле (313 мужчин и 288 женщин; 60 дымов) и 5 представителей духовенства (2 мужчины и 3 женщины; 1 дым).  Те же материалы сообщают, что здесь было 25 лиц мужского пола «грамотных на туземном языке».
По результатам Азербайджанской сельскохозяйственной переписи 1921 года Сусай с кишлагом Сусай населяли 829 человек (425 мужчин и 404 женщины), преимущественно «тюрки азербайджанские» (азербайджанцы).
Согласно материалам издания «Административное деление АССР», подготовленного в 1933 году Управлением народно-хозяйственного учёта Азербайджанской ССР (АзНХУ), по состоянию на 1 января 1933 года в Сусае (Sysaj) было 168 хозяйств и 855 человек коренного населения (то есть приписанного к данному селу), среди которых 429 мужчин и 126 женщин. В этих же материалах указано, что весь Сусайский сельсовет (Алимамед-оба, Кюснет, Кюснет-кышлаг и Сусай) в национальном плане на 51,6 % состоял из «тюрок» (азербайджанцев) и на 48,4 % из лезгин.

### Известные уроженцы
Уроженцем Сусая является Яфет Хеиров — азербайджанский кинодеятель, удостоенный медали «Тарагги».

## Язык
Согласно «Кавказскому календарю» на 1857 год в Сусае местным языком был «кюринский» (то есть лезгинский). В советское время здесь отмечались носители азербайджанского. Так А. Б. Кубатов, в своём исследовании «О лексических элементах шахдагско-лезгинской общности в кубинских говорах азербайджанского языка», опубликованном в 1987 году, писал, что ему «удалось собрать материал в основном среди носителей азербайджанского языка селений… Сусай…».
Азербайджанская речь селения заметно отличается от речи носителей всех остальных говоров кубинского диалекта азербайджанского языка. Так, на неё определённо повлияли лезгинский и «шахдагские» (будухский, крызский и в прошлом хиналугский) языки. Из этих языков были заимствованы слова со звуками, которые отсутствуют в фонетической системе тюркских языков. Это привело к тому, что в речи жителей Сусая и ещё некоторых селений появились смычно-гортанные звуки tI, pI, kI.